# الطيب الصافي
الطيب الصافي من (مواليد 1954 طبرق) أمين شؤون الاتحادات والنقابات والروابط المهنية بمؤتمر الشعب العام بليبيا وأحد أعضاء ماتسمى اللجان الثورية ومن المقربين للعقيد معمر القذافي ومن المرافقين للأخير خلال جولاته في بنغازي والمنطقة الشرقية في ليبيا. بعد ثورة 17 فبراير سجل فراره من شرق ليبيا عبر الحدود إلى مصر.

## حياته
الطيب الصافي من مواليد طبرق شرقي ليبيا، قبل أن يتركها والده إلى مدينة بنغازى بسبب ثأر قبلي; تخرج من كلية الاقتصاد والتجارة بجامعة بنغازي عام 1979. التحق بالعمل الثوري في مكتب الاتصال باللجان الثورية سنة 1982

## حياته السياسية
شارك في عدة لقاءات عقدتها عناصر قيادية من اللجان الثورية في النمسا من أمثال مصطفى الزائدي وعمر السوداني خلال أشهر الصيف عام 1986،
عينه القذافي بعد عودته من آيرلندا حيث كان يتولى مسؤولية اللجان الثورية في الشركة العامة للأسواق خلال عام 1987 ثم تولى منصب مدير إدارة المعلومات بأمانة الخارجية عام 1987،، وتولى مسؤولية اللجنة الشعبية العامة لمدينة بنغازي
من المناصب التي تولاها رئيس صندوق الضمان الاجتماعي وأمين شعبية البطنان وأمين المؤسسة الوطنية للسلع التموينية وأمين شئون المؤتمرات بمؤتمر الشعب العام، كما تولي منصب أمين اللجنة الشعبية العامة للاقتصاد والتجارة والاستثمار (وزير الاقتصاد والتجارة) في عام 2006 وحتى عام 2007 حيث أعيد اختياره يوم 23 يناير أميناً لشؤون الاتحادات والنقابات والروابط المهنية بمؤتمر الشعب العام.